# Koko Petalo

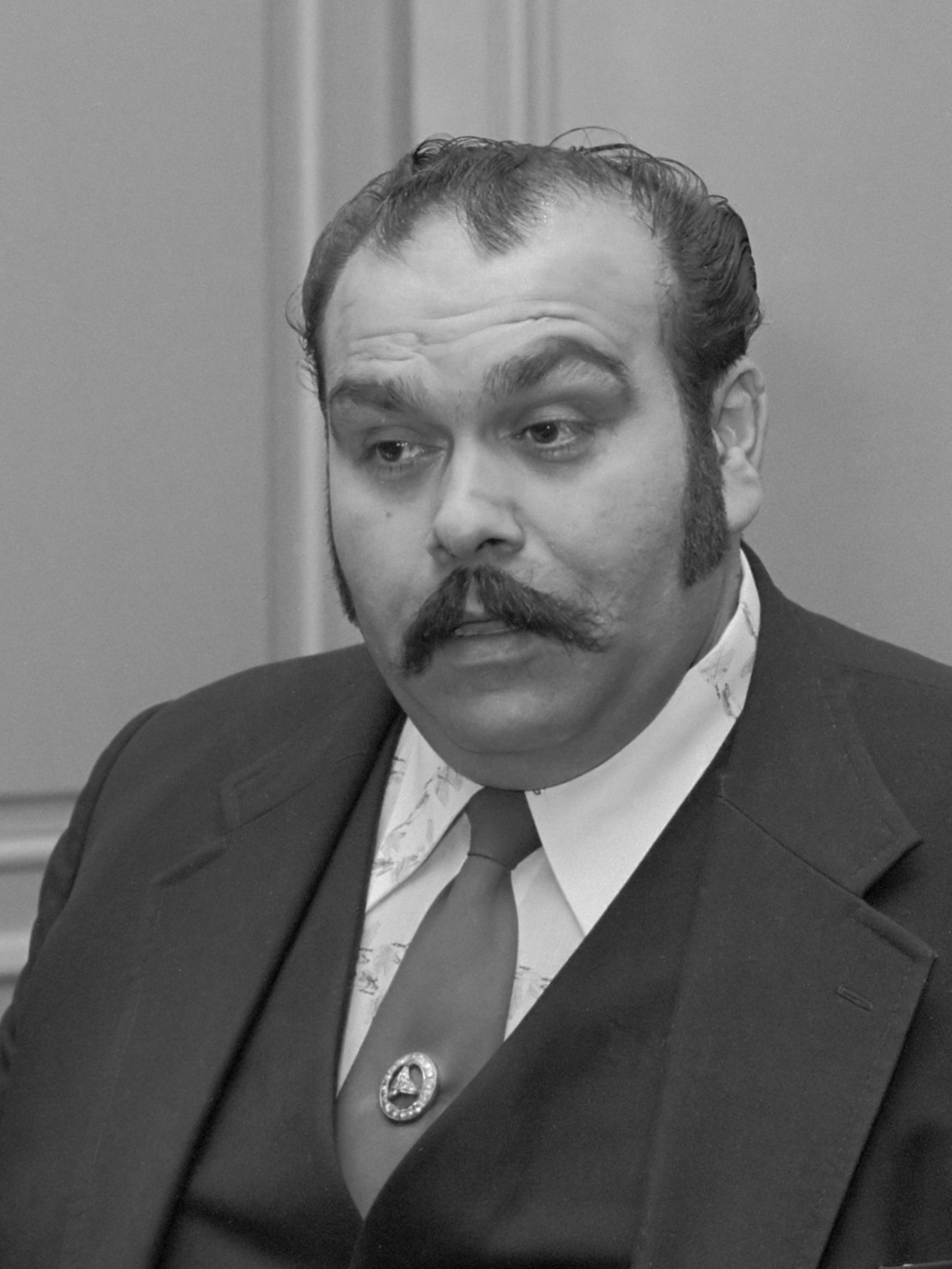
Koko Petalo in 1976

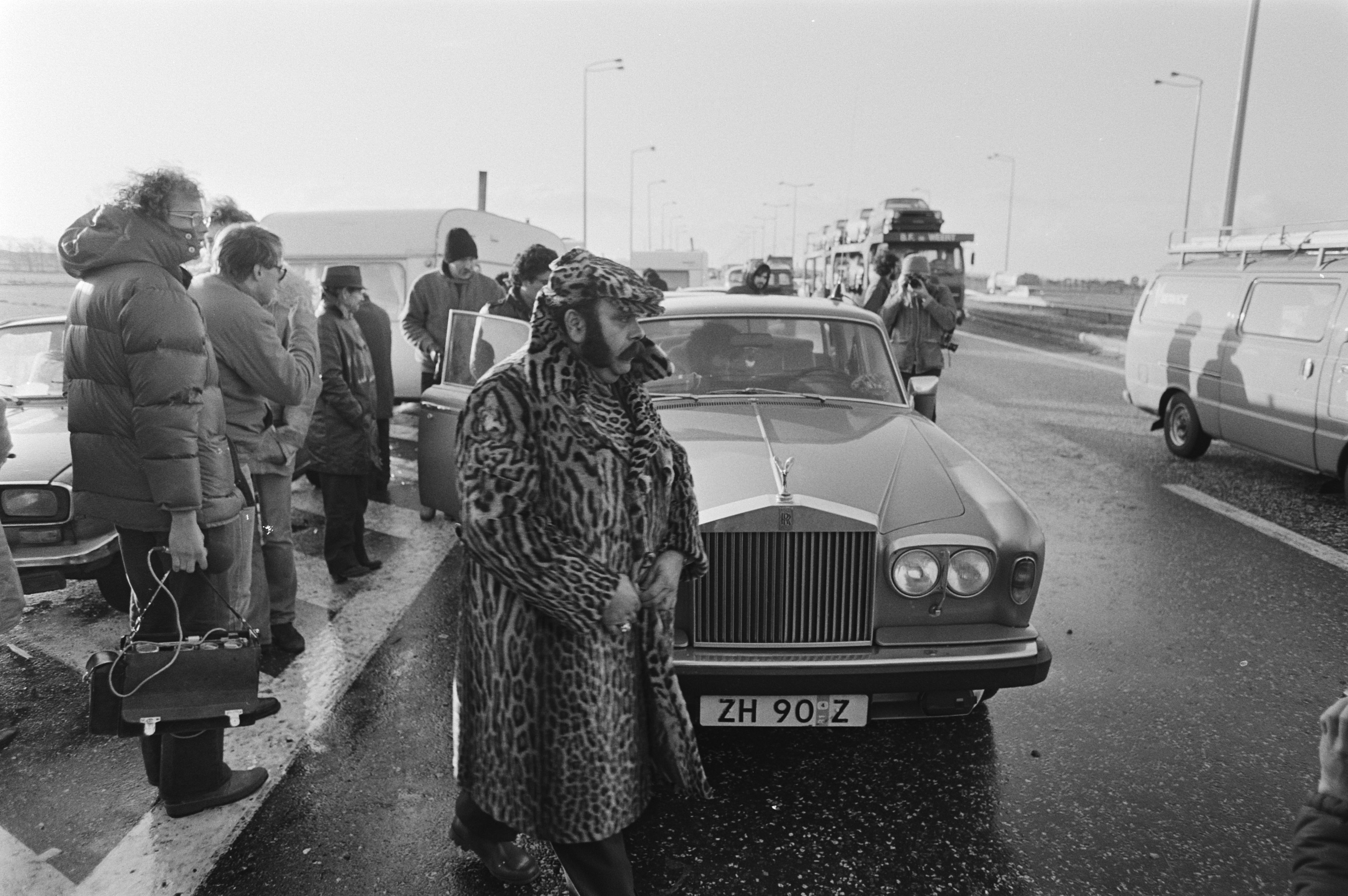
Koko Petalo in bontjas bij zijn Rolls-Royce Silver Shadow, 16 januari 1981. Foto: Rob Croes, Anefo

Koos Petalo (ook wel Koko Petalo of Koka Petalo) (29 augustus 1942 – Amsterdam, 11 april 1996) was een Nederlandse Roma en belangenbehartiger van Roma en Sinti. Hij had de bijnaam "zigeunerkoning".

## Biografie
In de Tweede Wereldoorlog kwam de familie Petalo in 1944 terecht in Kamp Westerbork om naar een van de Duitse vernietigingskampen gestuurd te worden. De Petalo's werden echter vrijgelaten omdat de Duitsers dachten dat de Petalo's de Guatemalteekse nationaliteit hadden omdat zij daar enige tijd gewoond hadden. Guatemala was destijds een bondgenoot van de asmogendheden.
Petalo volgde op 20-jarige leeftijd Fernando Westhiner op als zigeunervoorman in Nederland. Vooral in de tweede helft van de jaren zeventig kwam Petalo veel in de media in verband met de strijd om standplaatsen voor woonwagens en verblijfsvergunningen van Roma en Sinti. Hij was bestuurslid van de Stichting ROM. Ook was hij initiatiefnemer voor een monument voor in de Tweede Wereldoorlog omgekomen Roma en Sinti. Dit monument, het Monument Hel en Vuur, werd in 1978 op het Museumplein in Amsterdam geplaatst. Petalo kwam diverse malen in botsing met plaatselijke autoriteiten over standplaatsen voor zijn woonwagens; onder andere in Amstelveen en Rotterdam waren er problemen.
De naam van Petalo en zijn familie werd echter ook in verband gebracht met oplichtings- en afpersingspraktijken. Petalo zelf werd in 1986 tot vier jaar cel veroordeeld wegens oplichting van verzekeringsmaatschappijen.
In 1993 deed Petalo nog van zich spreken door bij de behandeling van de Vreemdelingenwet VVD-woordvoerder Jan-Kees Wiebenga vanaf de publieke tribune van de Tweede Kamer voor "racist" uit te maken. Hij tierde luid toen de beveiligingsdienst van de Tweede Kamer hem van de tribune verwijderde.
Petalo overleed in 1996 op 53-jarige leeftijd in het VU-ziekenhuis in Amsterdam en werd op 13 april 1996 begraven in het familiegraf op begraafplaats De Nieuwe Ooster in Amsterdam.